# Сурхан (посёлок)
Сурхан (узб. Surhon / Сурҳон) — посёлок городского типа, расположенный на территории Касанского района Кашкадарьинской области Республики Узбекистан.
Статус посёлка городского типа с 2009 года.